# Lindsey, Ohio
Lindsey är en ort i Sandusky County i delstaten Ohio, USA.